# Севіль (фільм, 1970)
Про однойменний чорно-білий фільм див. Севіль (фільм, 1929)
Севіль (азерб. Sevil) — радянський драматичний фільм з елементами мюзиклу 1970 року випуску кіностудії «Азербайджанфільм».

## Сюжет
Дія фільму відбувається в Баку у 1918—1919 роках, а потім через кілька років. Фільм знятий за мотивами однойменної опери Фікрета Амірова. «Севіль» став першим в історії азербайджанського кінематографа фільмом жанру фільм-опера.

## У ролях
Валентина Асланова — Севіль
Гасан Мамедов — Балаш
Земфіра Ісмаїлова — Гюлюш
Сафура Ібрагімова — Дільбар
Амілет Гурбанов — Абдулали бек
Мамедсадиг Нурієв — Мамедалі бек
Гасан Турабов — Рустамов
Рза Афганли — Атакіши
Агарза Гулієв — Бабакіши
Лейла Бадірбейлі — Тафта
Інсаф Мамедова — Севілін кизи

## Знімальна група
Сценарій: Володимир Горіккер, Андрій Донатов, Талят Ейюбов
Режисер: Володимир Горіккер
Оператор: Расім Ісмаїлов
Художник: Елбек Рзагулієв
Композитор: Фікрет Аміров